# María Marta, el crimen del country
María Marta, el crimen del country es una serie de televisión por internet dramática, policial y biográfica argentina original de HBO Max que se estrenó el 17 de julio de 2022. La ficción narra los eventos del asesinato de María Marta García Belsunce. Está protagonizada por Jorge Marrale, Laura Novoa, Carlos Belloso, Muriel Santa Ana, Mike Amigorena, Guillermo Arengo, Valeria Lois, Esteban Bigliardi, Ana Celentano, Nicolás Francella y María Leal.

## Sinopsis
La serie está ambientada en el año 2002 en la Argentina, donde se cuentan los sucesos del crimen de María Marta García Belsunce, quien fue encontrada sin vida por Carlos Carrascosa, su marido, en el baño de su casa ubicada en el Country Carmel, un exclusivo barrio privado de la provincia de Buenos Aires. Sin embargo, a pesar de que al principio parecía ser un accidente doméstico, la investigación lleva a determinar que se trataría de un crimen, que pronto se volverá el tema principal de los medios de comunicación.

## Elenco

### Principal
- Jorge Marrale como Carlos Carrascosa, el esposo, es el protagonista de esta historia sin querer serlo. “El gordo”, como le dicen en su círculo íntimo, es un hombre tranquilo, con un humor ácido y cariñoso con su círculo. No es muy demostrativo y no dio muchas declaraciones a los medios en la época del crimen. Pasará de ser el hombre exitoso con una vida muy cómoda a ser blanco de todas las sospechas.
- Laura Novoa como María Marta García Belsunce, de mucho carácter, activa y cariñosa con sus afectos. Participa en espacios de la comunidad y Missing Children. Está casada hace muchos años con Carlos Carrascosa, es muy apegada a su familia. ¿Quién puede ser capaz de matarla con tanta saña? Los medios y la justicia no paran de especular.
- Carlos Belloso como Horacio García Belsunce (Hijo); el hermano, es abogado, pero su verdadera pasión son los medios de comunicación. De una familia acomodada y con acceso a diferentes medios, no descansará hasta esclarecer el crimen de su hermana y borrar las sospechas que recaen sobre su familia. ¿Podrá despertar simpatía yendo a diferentes entrevistas en los medios más importantes?
- Muriel Santa Ana como Belén "Belu" Fanesi, bloguera/investigadora, anestesióloga y muy analítica. Belu ha sido víctima de un juicio por mala praxis de manera que conoce las trampas del sistema legal para armar un caso y encontrar culpables sin que haya justicia ni verdad. Inicia un blog para demostrar la inocencia de Carlos Carrascosa y, a través de él, se contacta con Juani, para conformar una dupla casi instantánea e inician una investigación paralela. Belu vive con su madre, con la que tiene una relación tirante pero muy reveladora, pues gracias a los desacuerdos que hay entre ellas, se hará preguntas incómodas y se planteará todas las hipótesis no exploradas del caso.
- Mike Amigorena como Marcos del Río[n. 1], el Fiscal,: es un joven fiscal que se siente abrumado por el acceso al poder que tiene la familia. Anda con pie de plomo y con mucho miedo de molestar, pero cuando la opinión pública empieza a ejercer presión por el espacio que le dieron los medios al caso, termina descartando todas las posibles hipótesis en busca de cerrarlo lo antes posible.
- Guillermo Arengo como Guillermo Bártoli, el cuñado y vecino de María Marta y Carlos. Se nota entre ellos una amistad profunda y mucho compañerismo, terminará siendo señalado como sospechoso. Esto tendrá un impacto enorme en su ánimo y muy probablemente lo llevará a enfermarse.
- Valeria Lois como Juana Gómez Andrada, bloguera/investigadora, periodista y ex productora de radio de Horacio García Belsunce. Madre y esposa, con una fuerte pasión por las causas perdidas. Hija de un abogado, usará su conocimiento y armará equipo con Belu para demostrar las irregularidades en la acusación a la familia de María Marta.
- Esteban Bigliardi como John Hurtig, el hermano, es el menor de los hermanos, un poco impulsivo muchas veces será el que complique la situación de la familia.
- Ana Celentano como Irene Hurtig, la hermana, se presenta como una mujer que tiene la vida ideal: un buen marido, dos hijos, la casa de sus sueños, la actividad social que siempre soñó. Pero la muerte de su hermana pone todo en jaque y ella entiende que la única forma de jugar ese juego es entender las reglas: ¿Será suficiente aprender derecho para poder defender a su familia?
- Nicolás Francella como Matías Centeno[n. 2], vecino catalogado como “persona no grata” en el barrio privado. De modales explosivos y con una clara tendencia a romper las reglas y la ley. Centeno se transforma en el primer sospechoso para la familia.
- María Leal como Elvira Garaycochea, madre de Belu, encerrada en su departamento con su perro, el único contacto que tiene con el mundo exterior es a través de la televisión. El contexto tumultuoso, con los medios atacando permanentemente a la familia, la llevará a escoger el camino del juicio rápido, pero de a poco se irá involucrando en el caso y ayudando a su hija en su búsqueda por respuestas.

### Secundaria
- Arturo Bonín como Horacio García Belsunce (Padre), padre de Maria Marta y Horacio.
- Carlos Santamaría como Saúl Vanoli.
- Beatriz Spelzini como Luz María Galup Lanús.
- Horacio Peña como Dino Hurtig.
- Grace Spinelli como Marcela Vanoli.
- Luis Longhi como Mario Conte.
- Pablo Seijo como Alberto Roganti.
- Luciano Suardi como Abogado Díaz Cantón.
- Claudio Martínez Bel como Abogado Ricardo Soria.
- Paula Ituriza como María Eugenia García Belsunce.
- Leandro Rotavería como Chelo Barragán.
- Valeria Tsolis como Magui Brown.
- Marcela Ruiz como Teresita Aramburu.
- Martina Krasinsky como Rosario Álvarez.

### Participaciones
- Carlos Portaluppi como Procurador Bergés.
- Marcelo D'Andrea como Ramos Villegas.
- Federico Martínez como Federico Bártoli (Adulto).
  - Agustín Cresta como Federico Bártoli (Niño).
- Francisco Bereny como Pedro Bártoli (Adulto).
  - Luca Fernández Ciatti como Pedro Bártoli (Niño).
- Alan Daicz como David Plaza.[n. 3]
- Mariela Acosta como Miriam Coloccini.[n. 4]
- Nara Carreira como Leyla Keller.
- Ramiro Vayo como Comisario Garibladi.
- Gerardo Otero como Dr. Jorge Gaich.
- Walter Ferreyra como Dr. Leiva.
- Juliana Mura como Mariana Santilo.
- Alfredo Castellani como Detective Tapia.
- Marta Haller como Isabel Olleros.
- Cecilia Cambiaso como Sarah Landom.
- Lautaro Bettoni como Sebastián Centeno.
- Victoria Hladilo como Patricia.
- Emiliano Kaczka como Fiscal Ángel Quiroga.
- Claudia Cantero como Fiscal Mariana Zuviría.
- Andrea Garrote como Fiscal Andrea Espinosa.

## Episodios
| N.º | Título                            | Dirigido por  | Escrito por                 | Fecha de emisión original |
| --- | --------------------------------- | ------------- | --------------------------- | ------------------------- |
| 1   | «El accidente»                    | Daniela Goggi | Martín Méndez y Germán Loza | 17 de julio de 2022       |
| 2   | «El encubrimiento»                | Daniela Goggi | Martín Méndez y Germán Loza | 17 de julio de 2022       |
| 3   | «The Garcia Belsunce Horror Show» | Daniela Goggi | Martín Méndez y Germán Loza | 17 de julio de 2022       |
| 4   | «Lazos de sangre»                 | Daniela Goggi | Martín Méndez y Germán Loza | 17 de julio de 2022       |
| 5   | «Privados de la libertad»         | Daniela Goggi | Martín Méndez y Germán Loza | 17 de julio de 2022       |
| 6   | «Buenos vecinos»                  | Daniela Goggi | Martín Méndez y Germán Loza | 17 de julio de 2022       |
| 7   | «Fiscal de turno»                 | Daniela Goggi | Martín Méndez y Germán Loza | 17 de julio de 2022       |
| 8   | «Se presume culpable»             | Daniela Goggi | Martín Méndez y Germán Loza | 17 de julio de 2022       |

## Desarrollo

### Producción
En octubre del 2020, se anunció que la multinacional WarnerMedia y la empresa argentina Pol-ka habían comenzado a desarrollar una nueva ficción sobre la vida y el asesinato de María Marta García Belsunce para la plataforma streaming HBO Max. En noviembre de ese año, se informó que el guionista argentino Martín Méndez había concluido con la escritura de los libros para la serie. A finales de abril del 2021, se comunicó que Daniela Goggi sería la encargada de dirigir los 8 episodios de la serie.

### Rodaje
La fotografía principal de la serie comenzó a mediados de junio del 2021 en la Ciudad Autónoma de Buenos Aires.

### Casting
A mediados de octubre del 2020, se informó que Laura Novoa había sido elegida para interpretar a la protagonista de la serie y que junto a ella estaría Jorge Marrale en el rol del esposo. En noviembre del mismo año, se confirmó que Muriel Santa Ana y María Leal se habían unido al elenco principal. En abril del 2021, se anunció que Nicolás Francella había sido convocado para formar parte de la serie. Poco después, en junio del mismo año, se informó que Carlos Belloso, Guillermo Arengo, Valeria Lois, Ana Celentano y Esteban Bigliardi completaban el elenco principal.

## Premios y nominaciones
| Lista de premios y nominaciones | Lista de premios y nominaciones | Lista de premios y nominaciones                                                   | Lista de premios y nominaciones    | Lista de premios y nominaciones | Lista de premios y nominaciones |
| Año                             | Organización                    | Categoría                                                                         | Nominado/a(s)                      | Resultado                       | Ref(s)                          |
| ------------------------------- | ------------------------------- | --------------------------------------------------------------------------------- | ---------------------------------- | ------------------------------- | ------------------------------- |
| 2022                            | Premios Cóndor de Plata         | Mejor miniserie o serie limitada                                                  | María Marta, el crimen del country | Nominado                        | [ 14 ]                          |
| 2022                            | Premios Cóndor de Plata         | Mejor actor protagonista en drama                                                 | Jorge Marrale                      | Nominado                        | [ 14 ]                          |
| 2022                            | Premios Cóndor de Plata         | Mejor actriz protagonista en drama                                                | Laura Novoa                        | Nominada                        | [ 14 ]                          |
| 2022                            | Premios Cóndor de Plata         | Mejor dirección de arte                                                           | Carina Luján                       | Nominada                        | [ 14 ]                          |
| 2022                            | Premios Cóndor de Plata         | Mejor maquillaje y peluquería                                                     | María Paz Albo y Leonardo Castaño  | Nominados                       | [ 14 ]                          |
| 2023                            | Premios Produ                   | Mejor seria policial                                                              | María Marta, el crimen del country | Nominado                        | [ 15 ]                          |
| 2023                            | Premios Produ                   | Mejor actor principal - Serie y miniserie histórica, política y social            | Jorge Marrale                      | Nominado                        | [ 15 ]                          |
| 2023                            | Premios Produ                   | Mejor actriz principal - Serie y miniserie de acción, policial, terror y thriller | Laura Novoa                        | Nominada                        | [ 15 ]                          |